# Jatibarang Kidul
Jatibarang Kidul is een bestuurslaag in het regentschap Brebes van de provincie Midden-Java, Indonesië. Jatibarang Kidul telt 10.248 inwoners (volkstelling 2010).